# Juan de la Puente Bordonaba
Juan Alfonso de la Puente Bordonaba, más conocido como Juan de la Puente, (Gijón, 14 de enero de 1956) fue un jugador de balonmano español. Fue un componente de la Selección de balonmano de España y su último club fue el Helvetia Anaitasuna.
Con la selección disputó tres juegos olímpicos, los Juegos Olímpicos de Moscú 1980, los Juegos Olímpicos de Los Ángeles 1984 y los Juegos Olímpicos de Seúl 1988.

## Palmarés

### Atlético Madrid
- Liga Asobal: 5
- Copa del Rey de Balonmano: 3

### Barcelona
- Liga Asobal: 4
- Copa del Rey de Balonmano: 3
- Recopa de Europa de Balonmano: 1

## Clubes
- Real Grupo de Cultura Covadonga
- Atlético de Madrid
- FC Barcelona
- Helvetia Anaitasuna[3]